# Carlos Mayo
Carlos Mayo Nieto (* 18. September 1995 in Madrid) ist ein spanischer Leichtathlet, der sich auf die Langstreckenläufe spezialisiert hat.

## Sportliche Laufbahn
Carlos Mayo trat erstmals 2012 bei spanischen Meisterschaften an. Im Frühjahr ging er bei den U18-Hallenmeisterschaften über 3000 Meter an den Start, bei denen er den dritten Platz belegte. 2013 stieg er in die U20-Altersklasse auf, in der er wiederum ein Jahr später bei den U20-Weltmeisterschaften in Eugene über 5000 und über 10.000 Meter an den Start ging. Über 5000 Meter belegte er den 14. Platz, über die er im selben Monat zuvor spanischer U20-Meister wurde. Auch über 10.000 Meter zog er in das Finale ein und belegte dort den zehnten Platz. 2015 trat er im Alter von 19 Jahren über 5000 Meter bei den U23-Europameisterschaften in Tallinn an, bei denen er in 13:55,19 min die Bronzemedaille gewann.
2016 startete Mayo über 5000 Meter bei den Europameisterschaften in Amsterdam, bei denen er den 14. Platz belegte. Im Frühjahr 2017 trat er bei den Halleneuropameisterschaften in Belgrad über 3000 Meter an. Er zog in das Finale ein, in dem er in 8:06,15 min den achten Platz belegte. Im Sommer startete er erneut bei den U23-Europameisterschaften, diesmal im polnischen Bydgoszcz. Über die 10.000 Meter gewann er in 29:28,06 min die Goldmedaille und feierte seinen damit bislang größten sportlichen Erfolg. Zwei Tage später sicherte er sich über die 5000 Meter zudem die Bronzemedaille. 2018 verpasste er nach nur einem Wettkampf im Februar die komplette Saison. 2019 trat er wieder vermehrt in regionalen Wettkämpfen an und ging im Dezember bei den Crosslauf-Europameisterschaften in Lissabon an den Start, bei denen er im Erwachsenenrennen den 14. Platz belegte.
2021 steigerte sich Mayo Anfang Juni auf eine Bestzeit von 27:25,00 min im 10.000-Meter-Lauf und war damit für das Finale bei den Olympischen Sommerspielen in Tokio qualifiziert. Ende des Monats gewann er über 5000 Meter seinen ersten nationalen Meistertitel. Das Rennen über 10.000 Meter beendete er Ende Juli bei den Olympischen Spielen auf dem 13. Platz. 2022 war er über 10.000 Meter für seine erste Teilnahme an den Weltmeisterschaften qualifiziert und belegte bei seinem Debüt, wie bei den Olympischen Spielen ein Jahr zuvor, den 13. Platz.

## Wichtige Wettbewerbe
| Jahr                | Veranstaltung                   | Ort                 | Platz               | Disziplin                 | Zeit                |
| Startet für Spanien | Startet für Spanien             | Startet für Spanien | Startet für Spanien | Startet für Spanien       | Startet für Spanien |
| ------------------- | ------------------------------- | ------------------- | ------------------- | ------------------------- | ------------------- |
| 2014                | U20-Weltmeisterschaften         | Eugene              | 14.                 | 5000 m                    | 14:19,22 min        |
| 2014                | U20-Weltmeisterschaften         | Eugene              | 10.                 | 10.000 m                  | 29:52,31 min        |
| 2015                | U23-Europameisterschaften       | Tallinn             | 3.                  | 5000 m                    | 13:55,19 m          |
| 2016                | Europameisterschaften           | Amsterdam           | 14.                 | 5000 m                    | 13:58,22 min        |
| 2017                | Halleneuropameisterschaften     | Belgrad             | 8.                  | 3000 m                    | 8:06,15 m           |
| 2017                | U23-Europameisterschaften       | Bydgoszcz           | 1.                  | 10.000 m                  | 29:28,06 min        |
| 2017                | U23-Europameisterschaften       | Bydgoszcz           | 3.                  | 5000 m                    | 14:15,07 min        |
| 2019                | Crosslauf-Europameisterschaften | Lissabon            | 14.                 | Erwachsenenrennen (10 km) | 31:05 min           |
| 2021                | Olympische Sommerspiele         | Tokio               | 13.                 | 10.000 m                  | 28:04,71 min        |
| 2022                | Weltmeisterschaften             | Eugene              | 13.                 | 10.000 m                  | 27:50,61 min        |

## Persönliche Bestleistungen
Freiluft
- 1500 m: 3:36,44 min, 1. Juli 2021, Barcelona
- 3000 m: 7:48,29 min, 8. Mai 2021, Ibiza
- 5000 m: 13:18,15 min, 29. Mai 2021, Chorzów
- 10.000 m: 27:25,00 min, 5. Juni 2021, Birmingham
- Halbmarathon: 1:00,06 h, 6. Dezember 2020, Valencia

Halle
- 1500 m: 3:49,01 min, 21. Februar 2016, San Sebastián
- 3000 m: 7:45,54 min, 8. Februar 2021, Barcelona